# الدوري الإكوادوري لكرة القدم 2003
الدوري الإكوادوري لكرة القدم 2003 (بالإسبانية: Campeonato Ecuatoriano de Fútbol 2003)‏ هو الموسم 45 من الدوري الإكوادوري لكرة القدم. أشرف على تنظيمه اتحاد الإكوادور لكرة القدم، وكان عدد الأندية المشاركة فيه 10، وفاز فيه ليجا دي كويتو.